# Mahdi Hurijar
Mahdi Hurijar (pers. ‏مهدی هوریار‎, ur. 9 stycznia 1945) – irański zapaśnik walczący w stylu klasycznym. Olimpijczyk z Monachium 1972, gdzie zajął piętnaste miejsce w kategorii 52 kg.
Szósty na mistrzostwach świata w 1974 roku.